# Nanteuil-lès-Meaux
Nanteuil-lès-Meaux és un municipi francès, situat al departament de Sena i Marne i a la regió de Illa de França. L'any 2007 tenia 5.316 habitants.
Forma part del cantó de La Ferté-sous-Jouarre, del districte de Meaux i de la Comunitat d'aglomeració del Pays de Meaux.

## Demografia

### Població
El 2007 la població de fet de Nanteuil-lès-Meaux era de 5.316 persones. Hi havia 1.968 famílies, de les quals 476 eren unipersonals (220 homes vivint sols i 256 dones vivint soles), 552 parelles sense fills, 776 parelles amb fills i 164 famílies monoparentals amb fills.
La població ha evolucionat segons el següent gràfic:
Habitants censats

### Habitatges
El 2007 hi havia 2.137 habitatges, 2.023 eren l'habitatge principal de la família, 16 eren segones residències i 98 estaven desocupats. 1.720 eren cases i 405 eren apartaments. Dels 2.023 habitatges principals, 1.552 estaven ocupats pels seus propietaris, 414 estaven llogats i ocupats pels llogaters i 57 estaven cedits a títol gratuït; 112 tenien una cambra, 173 en tenien dues, 294 en tenien tres, 500 en tenien quatre i 944 en tenien cinc o més. 1.628 habitatges disposaven pel capbaix d'una plaça de pàrquing. A 987 habitatges hi havia un automòbil i a 844 n'hi havia dos o més.

### Piràmide de població
La piràmide de població per edats i sexe el 2009 era:
| Homes | Edats   | Dones |
| ----- | ------- | ----- |
| 0     | 95 o +  | 4     |
| 6     | 90 a 94 | 12    |
| 13    | 85 a 89 | 39    |
| 15    | 80 a 84 | 18    |
| 36    | 75 a 79 | 76    |
| 67    | 70 a 74 | 64    |
| 74    | 65 a 69 | 86    |
| 92    | 60 a 64 | 79    |
| 108   | 55 a 59 | 127   |
| 203   | 50 a 54 | 164   |
| 194   | 45 a 49 | 208   |
| 193   | 40 a 44 | 205   |
| 250   | 35 a 39 | 203   |
| 137   | 30 a 34 | 211   |
| 188   | 25 a 29 | 157   |
| 197   | 20 a 24 | 131   |
| 176   | 15 a 19 | 198   |
| 215   | 10 a 14 | 151   |
| 187   | 5 a 9   | 141   |
| 113   | 0 a 4   | 141   |

## Economia
El 2007 la població en edat de treballar era de 3.642 persones, 2.778 eren actives i 864 eren inactives. De les 2.778 persones actives 2.583 estaven ocupades (1.376 homes i 1.207 dones) i 195 estaven aturades (93 homes i 102 dones). De les 864 persones inactives 294 estaven jubilades, 344 estaven estudiant i 226 estaven classificades com a «altres inactius».

### Ingressos
El 2009 a Nanteuil-lès-Meaux hi havia 2.012 unitats fiscals que integraven 5.377 persones, la mediana anual d'ingressos fiscals per persona era de 22.363 €.

### Activitats econòmiques
Dels 220 establiments que hi havia el 2007, 5 eren d'empreses alimentàries, 1 d'una empresa de fabricació de material elèctric, 12 d'empreses de fabricació d'altres productes industrials, 36 d'empreses de construcció, 63 d'empreses de comerç i reparació d'automòbils, 10 d'empreses de transport, 12 d'empreses d'hostatgeria i restauració, 6 d'empreses d'informació i comunicació, 6 d'empreses financeres, 10 d'empreses immobiliàries, 29 d'empreses de serveis, 20 d'entitats de l'administració pública i 10 d'empreses classificades com a «altres activitats de serveis».
Dels 55 establiments de servei als particulars que hi havia el 2009, 1 era una oficina de correu, 4 tallers de reparació d'automòbils i de material agrícola, 8 paletes, 6 guixaires pintors, 3 fusteries, 7 lampisteries, 2 electricistes, 4 empreses de construcció, 5 perruqueries, 2 veterinaris, 7 restaurants, 4 agències immobiliàries, 1 tintoreria i 1 saló de bellesa.
Dels 28 establiments comercials que hi havia el 2009, 2 eren supermercats, 2 grans superfícies de material de bricolatge, 2 botiges de menys de 120 m², 3 fleques, 3 carnisseries, 1 una botiga de congelats, 2 llibreries, 5 botigues de roba, 1 una botiga de roba, 1 una botiga d'equipament de la llar, 1 una botiga d'electrodomèstics, 1 una botiga de mobles, 2 drogueries i 2 floristeries.

## Equipaments sanitaris i escolars
Els 2 equipaments sanitaris que hi havia el 2009 eren farmàcies.
El 2009 hi havia 2 escoles maternals i 3 escoles elementals. Nanteuil-lès-Meaux disposava d'un col·legi d'educació secundària amb 698 alumnes.

## Poblacions més properes
El següent diagrama mostra les poblacions més properes.